# Polia suffusa
Polia suffusa är en fjärilsart som beskrevs av Tutt 1892. Polia suffusa ingår i släktet Polia och familjen nattflyn. Inga underarter finns listade i Catalogue of Life.